# Филистида
Филистида (др.-греч. Φίλιστις; III век до н. э.) — жена царя Сиракуз Гиерона II, мать Гелона II.

## Биография
Филистида была дочерью сиракузского аристократа Лептина, предок которого, носивший то же имя, был братом Дионисия Старшего. По одной версии, Филистида была потомком дочери Лептина Старшего, ставшей женой Филиста; по другой, она происходила от Лептина по прямой мужской линии (предположительно в третьем поколении).
Филистида стала женой Гиерона, военачальника, который получил власть над Сиракузами и рассчитывал с помощью этого брака заключить союз с аристократическими кругами. Позже Гиерон стал царём. Филистида родила ему трёх детей: Демарату, жену Адранодора (архонта Сиракуз в 214 году до н. э.), Гераклею, жену Зоиппа, и Гелона, который стал соправителем отца.